# Victory Dream
Victory Dream, född 1991 på Crown Stable i New York, död 9 september 2008 i Kentucky, var en amerikansk varmblodig travhäst. Han tränades av Ron Gurfein och kördes av Mike Lachance.
Valley Victory tävlade åren 1993–1994 och sprang in 1 miljon dollar på 22 starter varav 12 segrar, 6 andraplatser och 1 tredjeplats. Han tog karriärens största seger i Hambletonian Stakes (1994). Han kom även på andraplats i Kentucky Futurity (1994) och World Trotting Derby (1994). Han utsågs till Årets 3-åring (1994) i USA.
Efter tävlingskarriären var han verksam som avelshingst. Hans vinstrikaste avkomma är Self Possessed (1996). Han lämnade även efter sig stjärnor som Zagabria Dei (1996), Dream of Joy (1997) och Dreamaster (1997).
Han avlivades den 8 september 2008 på grund av neurologiska problem. Han är begravd på Walnut Hall Horse Cemetery i Lexington i Kentucky.